# 티아구 일로리
티아구 아비올라 델핑 알메이다 일로리(포르투갈어: Tiago Abiola Delfim Almeida Ilori , 1993년 2월 26일 ~ )는 포르투갈과 잉글랜드의 이중 국적을 가진 축구 선수로, 포지션은 센터백이며 현재는 프리메이라리가의 파수스드페헤이라 소속으로 뛰고 있다.